# Ray Allen (basketballer)
Walter Ray Allen (Merced, 20 juli 1975) is een Amerikaans voormalig basketbalprofessional die tot 2014 in de NBA speelde voor achtereenvolgens de Milwaukee Bucks, Seattle SuperSonics, Boston Celtics en Miami Heat. Hij had tot 14 december 2021 het record voor het hoogste aantal punten vanuit driepunters in de geschiedenis van de NBA.

## Carrière
Allen speelde collegebasketbal voor de UConn Huskies voordat hij zich in 1996 kandidaat stelde voor de NBA draft. Hij werd als 5de gekozen in de eerste ronde door de Minnesota Timberwolves. Hij werd samen met een 1998 1ste ronde draft geruild voor Stephon Marbury naar de Milwaukee Bucks. Hij maakte zijn debuut voor de Bucks op 1 november 1996 tegen de Philadelphia 76ers. In zijn eerste seizoen werd Allen opgenomen in het NBA All-Rookie Second Team. Gedurende de zes seizoenen en een half die hij bij de Bucks speelde nam hij driemaal deel aan de play-offs. In 2000 werd Allen een eerste keer geselecteerd voor het NBA All-Star Game. Ook in 2001 en 2002 werd Allen geselecteerd voor het NBA All-Star Game. 
Hij verruilde de Bucks in 2003 voor de Seattle SuperSonics samen met Ronald Murray, Kevin Ollie en een 2003 eerste ronde draft. De Bucks kregen in de ruil Desmond Mason en Gary Payton. Hij speelde vier seizoenen en een half voor de SuperSonics waarbij ze enkel in 2005 de play-offs konden halen. Allen werd al deze seizoenen wel geselecteerd voor het NBA All-Star Game. 
In 2007 werd hij opnieuw geruild, deze keer samen met Glen Davis naar de Boston Celtics waarbij de SuperSonics in ruil Jeff Green, Wally Szczerbiak, Delonte West en een tweede ronde draft in 2008 mochten ontvangen.  De Boston Celtics contracteerden ook nog met Kevin Garnett. Samen met Paul Pierce en Garnett vormde Allen de 'New Big Three'. Onder hun impuls wisten de Celtics in 2008 hun 17e NBA-kampioenschap te winnen dankzij winst tegen de Los Angeles Lakers. In de zesde en beslissende wedstrijd van deze finale scoorde Allen zeven driepunters, een record in de geschiedenis van de NBA-finales. Zowel in 2008 als 2009 werden de Big Three geselecteerd voor de NBA All-Star game. 
Ook de 4 daarop volgende seizoenen waren de Celtics telkens de beste in de Atlantic Division. Enkel in het seizoen 2009/10 bereikten de Celtics nog de NBA-finale. Het werd een heruitgave van de finale van 2007/08 maar dit keer trokken de Los Angeles Lakers met een 4-3 winst aan het langste eind. Op 10 februari 2011 scoorde Allen zijn 2.561e driepunter in zijn loopbaan, waarmee hij het record van Reggie Miller verbeterde.
Na een lastig seizoen 2011/12 met onder andere transfergeruchten, problemen met ploegmaat Rajon Rondo en een enkelblessure tekende Allen in juli 2012 als vrije speler bij Miami Heat Met de Miami Heat veroverde hij in het seizoen 2012/13 een nieuwe NBA-titel, dankzij een 4-3 overwinning tegen de San Antonio Spurs. Het daaropvolgende seizoen 2013/14 bereikten de Heat opnieuw de NBA-finale, opnieuw tegen San Antonio Spurs. Onder impuls van Kawhi Leonard ging de titel dit keer echter naar San Antonio. Na 2,5 seizoenen bij de Heat stopte Allen met basketbal. Ondanks dat hij meermaals aangaf een comeback te willen maken kondigde hij op 1 november 2016 zijn definitieve afscheid van de topsport aan. Allen speelde tienmaal in de NBA All-Star Game.
Allen maakte op donderdag 10 februari 2011 in de wedstrijd tegen Los Angeles Lakers zijn 2561e driepunter in de NBA. Daarmee loste hij Reggie Miller af als recordhouder. Allen zou zijn loopbaan afsluiten met 2.973 driepunten in de reguliere competitie. Allen behield dit record tot 14 december 2021 toen Stephen Curry, onder toeziend oog van zowel Allen als Miller in Madison Square Garden, met zijn 2974ste driepunter het record overnam.
Allen nam in 2000 met het Amerikaans nationaal basketbalteam deel aan de Olympische Spelen in Tokio. Samen met oa. Kevin Garnett, Jason Kidd en Vince Carter won Allen in de finale van Frankrijk. 
In 2018 werd Allen opgenomen in de Naismith Memorial Basketball Hall of Fame. In 2021 werd hij coach van Miami's Gulliver Prep.

## Privéleven
Allen is getrouwd en heeft één zoon.

## Erelijst
- NBA-kampioen: 2008, 2013
- NBA All-Star: 2000, 2001, 2002, 2004, 2005, 2006, 2007, 2008, 2009, 2011
- All-NBA Second Team: 2005
- All-NBA Third Team: 2001
- NBA Sportsmanship Award: 2003
- NBA All-Rookie Second Team: 1997
- NBA Three-Point Contest: 2001
- NBA 75th Anniversary Team
- Olympische Spelen: 2000
- Universiade: 1995
- Tournament of the Americas: 2003
- Nummer 34 teruggetrokken door de UConn Huskies
- Naismith Memorial Basketball Hall of Fame: 2018[13][10]

## Statistieken

### Regulier seizoen
| Seizoen  | Team                | WG   | WS   | MPW  | 2P%  | 3P%  | FW%  | RPW | APW | SPW | BPW | PPW  |
| -------- | ------------------- | ---- | ---- | ---- | ---- | ---- | ---- | --- | --- | --- | --- | ---- |
| 1996/97  | Milwaukee Bucks     | 82   | 81   | 30,9 | 43,0 | 39,3 | 82,3 | 4,0 | 2,6 | 0,9 | 0,1 | 13,4 |
| 1997/98  | Milwaukee Bucks     | 82   | 82   | 40,1 | 42,8 | 36,4 | 87,5 | 4,9 | 4,3 | 1,4 | 0,1 | 19,5 |
| 1998/99  | Milwaukee Bucks     | 50   | 50   | 34,4 | 45,0 | 35,6 | 90,3 | 4,2 | 3,6 | 1,1 | 0,1 | 17,1 |
| 1999/00  | Milwaukee Bucks     | 82   | 82   | 37,4 | 45,5 | 42,3 | 88,7 | 4,4 | 3,8 | 1,3 | 0,2 | 22,1 |
| 2000/01  | Milwaukee Bucks     | 82   | 82   | 38,2 | 48,0 | 43,3 | 88,8 | 5,2 | 4,6 | 1,5 | 0,2 | 22,0 |
| 2001/02  | Milwaukee Bucks     | 69   | 67   | 36,6 | 46,2 | 43,4 | 87,3 | 4,5 | 3,9 | 1,3 | 0,3 | 21,8 |
| 2002/03  | Milwaukee Bucks     | 47   | 46   | 35,8 | 43,7 | 39,5 | 91,3 | 4,6 | 3,5 | 1,2 | 0,2 | 21,3 |
| 2002/03  | Seattle SuperSonics | 29   | 29   | 41,3 | 44,1 | 35,1 | 92,0 | 5,6 | 5,9 | 1,6 | 0,1 | 24,5 |
| 2003/04  | Seattle SuperSonics | 56   | 56   | 38,4 | 44,0 | 39,2 | 90,4 | 5,1 | 4,8 | 1,3 | 0,2 | 23,0 |
| 2004/05  | Seattle SuperSonics | 78   | 78   | 39,3 | 42,8 | 37,6 | 88,3 | 4,4 | 3,7 | 1,1 | 0,1 | 23,9 |
| 2005/06  | Seattle SuperSonics | 78   | 78   | 38,7 | 45,4 | 41,2 | 90,3 | 4,3 | 3,7 | 1,3 | 0,2 | 25,1 |
| 2006/07  | Seattle SuperSonics | 55   | 55   | 40,3 | 43,8 | 37,2 | 90,3 | 4,5 | 4,1 | 1,5 | 0,2 | 26,4 |
| 2007/08  | Boston Celtics      | 73   | 73   | 35,9 | 44,5 | 39,8 | 90,7 | 3,7 | 3,1 | 0,9 | 0,2 | 17,4 |
| 2008/09  | Boston Celtics      | 79   | 79   | 36,4 | 48,0 | 40,9 | 95,2 | 3,5 | 2,8 | 0,9 | 0,2 | 18,2 |
| 2009/10  | Boston Celtics      | 80   | 80   | 35,2 | 47,7 | 36,3 | 91,3 | 3,2 | 2,6 | 0,8 | 0,3 | 16,3 |
| 2010/11  | Boston Celtics      | 80   | 80   | 36,1 | 49,1 | 44,4 | 88,1 | 3,4 | 2,7 | 1,0 | 0,2 | 16,5 |
| 2011/12  | Boston Celtics      | 46   | 42   | 34,0 | 45,8 | 45,3 | 91,5 | 3,1 | 2,4 | 1,1 | 0,2 | 14,2 |
| 2012/13  | Miami Heat          | 79   | 0    | 25,8 | 44,9 | 41,9 | 88,6 | 2,7 | 1,7 | 0,8 | 0,2 | 10,9 |
| 2013/14  | Miami Heat          | 73   | 9    | 26,5 | 44,2 | 37,5 | 90,5 | 2,8 | 2,0 | 0,7 | 0,1 | 9,6  |
| Carrière | Carrière            | 1300 | 1149 | 35,6 | 45,2 | 40,0 | 89,4 | 4,1 | 3,4 | 1,1 | 0,2 | 18,9 |
| All Star | All Star            | 10   | 0    | 20,1 | 42,3 | 31,0 | 76,5 | 2,6 | 2,2 | 1,1 | 0,2 | 14,5 |

### Play-offs
| Seizoen  | Team                | WG  | WS  | MPW  | 2P%  | 3P%  | FW%  | RPW | APW | SPW | BPW | PPW  |
| -------- | ------------------- | --- | --- | ---- | ---- | ---- | ---- | --- | --- | --- | --- | ---- |
| 1999     | Milwaukee Bucks     | 3   | 3   | 40,0 | 53,2 | 47,4 | 61,5 | 7,3 | 4,3 | 1,0 | 0,3 | 22,3 |
| 2000     | Milwaukee Bucks     | 5   | 5   | 37,2 | 44,4 | 38,5 | 90,9 | 6,6 | 2,6 | 1,6 | 0,0 | 22,0 |
| 2001     | Milwaukee Bucks     | 18  | 18  | 42,7 | 47,7 | 47,9 | 91,9 | 4,1 | 6,0 | 1,3 | 0,6 | 25,1 |
| 2005     | Seattle SuperSonics | 11  | 11  | 39,6 | 47,4 | 37,8 | 88,9 | 4,3 | 3,9 | 1,3 | 0,4 | 26,5 |
| 2008     | Boston Celtics      | 26  | 26  | 38,0 | 42,8 | 39,6 | 91,3 | 3,8 | 2,7 | 0,9 | 0,3 | 15,6 |
| 2009     | Boston Celtics      | 14  | 14  | 40,4 | 40,3 | 35,0 | 94,8 | 3,9 | 2,6 | 1,1 | 0,4 | 18,3 |
| 2010     | Boston Celtics      | 24  | 24  | 38,5 | 43,1 | 38,6 | 86,3 | 3,3 | 2,6 | 0,9 | 0,1 | 16,1 |
| 2011     | Boston Celtics      | 9   | 9   | 40,1 | 52,3 | 57,1 | 96,0 | 3,8 | 2,4 | 1,2 | 0,1 | 18,9 |
| 2012     | Boston Celtics      | 18  | 10  | 34,2 | 39,5 | 30,4 | 71,1 | 4,1 | 1,0 | 0,9 | 0,1 | 10,7 |
| 2013     | Miami Heat          | 23  | 0   | 24,9 | 43,0 | 40,6 | 87,0 | 2,8 | 1,3 | 0,5 | 0,1 | 10,2 |
| 2014     | Miami Heat          | 20  | 1   | 26,4 | 41,3 | 38,8 | 91,9 | 3,4 | 1,6 | 0,7 | 0,2 | 9,3  |
| Carrière | Carrière            | 171 | 121 | 35,5 | 44,3 | 40,1 | 88,3 | 3,8 | 2,6 | 1,0 | 0,2 | 16,1 |

2 Powe · 
5 Garnett · 
9 Rondo · 
11 Davis · 
13 Pruitt · 
20 R. Allen · 
28 Cassell · 
34 Pierce · 
41 Posey · 
42 T. Allen · 
43 Perkins · 
44 Scalabrine · 
50 House · 
66 Pollard · 
93 Brown · 
Coach Rivers
1 Bosh ·
3 Wade ·
6 James ·
9 Lewis ·
11 Andersen ·
13 Miller ·
15 Chalmers ·
22 Jones ·
24 Varnado ·
30 Cole ·
31 Battier ·
34 Allen ·
40 Haslem ·
50 Anthony ·
Coach Spoelstra
- Bibliothèque nationale de France: cb14038059x (data)
- International Standard Name Identifier: 0000 0000 6308 3641
- Library of Congress Control Number: no98120509
- Nationale Bibliotheek van Polen: a0000001828412
- Système universitaire de documentation: 05929812X
- Virtual International Authority File: 2091815
- WorldCat: E39PBJrRdMH8DPqGbht6gjWRrq